# NGC 4222
NGC 4222 је спирална галаксија у сазвежђу Береникина коса која се налази на NGC листи објеката дубоког неба.
Деклинација објекта је + 13° 18' 25" а ректасцензија 12h 16m 22,6s. Привидна величина (магнитуда) објекта NGC 4222 износи 13,2 а фотографска магнитуда 13,9. NGC 4222 је још познат и под ознакама UGC 7291, MCG 2-31-75, CGCG 69-119, IRAS 12138+1334, FGC 1396, VCC 187, PGC 39308.